# 安住淳
安住淳（1962年1月17日—），日本政治家。出身於宮城縣牡鹿郡牡鹿町（現石卷市）。民主黨所屬的眾議院議員（當選7期），是黨內前原組的成員。前任財務大臣（第15代）。前民主黨國會對策委員長。

## 生平
畢業於早稻田大學社會科學部社會科學科，曾入職日本放送協會（NHK）擔任記者。1993年離開NHK以獨立身分參加眾議院選舉，但落選。1996年加入舊民主黨再次參加大選，成功當選並連任至今。2010年10月，菅直人改造內閣的防衛副大臣。2011年1月，被起用為民主黨國會對策委員長。同年9月，被任命為野田內閣的財務大臣，首次成為內閣成員。由於安住過往沒有擔任過與財政政策有關的職位，得知被任命後連安住本人都感到驚訝。2012年，因松下忠洋金融擔當大臣自殺，安住兼任金融擔當大臣直至內閣改造為止。同年10月，就任民主黨幹事長代行和同黨政治改革推進本部長，退任財務大臣和金融擔當大臣。11月16日眾議院被解散，代替參議院議員輿石東幹事長負責處理民主黨的眾議院選舉對策。2016年，蓮舫就任民進黨代表，安住就任民進黨代表代行。
父親安住重彥曾擔任牡鹿町町長。

## 外部連結
- 官方網站

| 官衔              | 官衔                                | 官衔            |
| ----------------- | ----------------------------------- | --------------- |
| 前任： 野田佳彥   | 財務大臣 第15代：2011年—2012年      | 繼任： 城島光力 |
| 前任： 榛葉賀津也 | 防衛副大臣 2010年—2011年            | 繼任： 小川勝也 |
| 議會席位          |                                     |                 |
| 前任： 今津寛     | 眾議院安全保障委員長 2009年—2010年  | 繼任： 平野博文 |
| 政党职务          |                                     |                 |
| 前任： 鉢呂吉雄   | 民主黨國會對策委員長 第15代：2011年 | 繼任： 平野博文 |